# Анталья Арена
Анталья Арена (тур. Antalya Arena) — многофункциональный стадион, расположенный в Турции, город Анталья. На стадионе проводит домашние игры клуб «Антальяспор», который выступает в Турецкой Суперлиге. Был открыт в 2015 году, вместимость стадиона — 32, 539.

## История
Строительство арены началось в 2013 году.
26 октября 2015 года состоялась открытие стадиона. На матче открытии в рамках 9-го тура чемпионата Турции сошлись турецкие команды «Антальяспор» и «Бешикташ» (1:5).

## Параметры стадиона
Стадион представляет собой идеальный круг. На крыше стадиона размещены солнечные панели, площадь покрытия составляет 13 000 квадратных метров. Мощность батарей — 1,4 мегаватт. Это первый в Турции стадион, который построен с применением альтернативных источников энергии и самый крупный стадион в мире, работающий на солнечных батареях. 5600 фотоэлектрических модулей, способны производить до 1,3 кВт энергии в день.